# 長井一禾
長井 一禾（ながい いっか、明治2年（1869年） - 昭和15年（1940年））は、明治時代から昭和時代にかけての浮世絵師。

## 来歴
河鍋暁斎の門人。本姓は佐藤、姓は長井、または永井、一禾は本名であった。字は子行。瑞雲菴、反哺と号す。明治2年（1869年）、越後国蒲原郡水原（現・新潟県阿賀野市）に生まれる。その後、東京に出て、初めは鈴木松年、中野其明、平福穂庵に師事し、円山派の画法を学ぶ。東京では下谷上野桜木町に住んだ。その後に、暁斎にも師事した。鴉の絵の技法が妙を得、非凡であることを賞賛され、大隈重信から「鴉博士」の称号を贈られている。明治33年（1900年）の絵画共進会には「武蔵野」を出品、二等賞を得、翌明治34年（1901年）の絵画共進会に「秋草」を出品して一等賞を得ている。明治36年（1903年）9月から5年間、渡米して絵を研究している。また、ポートランド博覧会に鴉の絵を出品、銀牌を受ける。イタリア博覧会の応接所には、尾形光琳風の鴉の絵を描いている。明治42年（1909年）6月に開催された第9回巽画会展覧会では、「晩秋」という作品で褒状を受賞している。その他、受賞すること数回に及んだ。
宮内省の御買上げの栄を受けることもあり、日本美術の復興に尽力したアーネスト・フェノロサが帰国する際には、「百鴉の図」制作を暁斎に依頼が来たのであったが、暁斎がたまたま病であったので、一介の書生であった一禾に依頼が来て、一禾は62羽まで描き上げた。そして、残りの38羽分を暁斎に輔筆して貰って、漸く100羽の鴉の絵を仕上げることができたといわれる。その後、兵士として麻布三聯隊に入る。期が満ちて、新潟に帰ってからは、石油会社の社長となった。大隈重信に認められ、千鴉叢会を組織し、そのために郊外の天下茶屋に居を移した。鴉の研究は、日本のものはもとより、アメリカ合衆国、朝鮮、中国、台湾など諸国の鴉にまで及び、その形態、動作など、鴉に関する知識は頗る深かった。一禾の描く鴉は当時、望月金鳳の狸、大橋翠石の虎とともに並び称せられた。
昭和12年（1937年）から翌13年（1938年）にかけて、京都府綾部市の楞厳寺に滞在し、庫裏の4つの座敷に春夏秋冬の鴉の絵を描いた。この襖絵は著名である。昭和15年（1940年）に没した。楞厳寺の境内にある弁財山の池の近くには、一禾画伯が全国各地で用いた筆を納めた筆塚が建てられている。

## 作品
- 「松上鶴図」明治33年（1900年）
- 「漫歩」明治33年（1900年）
- 「雨宿り」明治33年（1900年）
- 「富士をろし」明治41年（1908年）
- 「しゃくなぎ」明治43年（1910年）

## 参考図書
- 暁斎 第66号（河鍋暁斎記念美術館）